# 金塘镇 (舟山市)
金塘镇是中华人民共和国浙江省舟山市定海区下辖的一个镇。位于舟山本岛以西的金塘岛上。镇域范围除金塘岛外，另外还有一个有人居住的岛屿是位于西北近海的大鹏山，大鹏山上设立有一个村。
金塘镇历史上曾经设立金塘区（县辖区），并管辖沥港、大丰、山潭等乡镇，后合并为金塘镇。目前为舟山市3个享受县级行政管理权限的镇之一。

## 行政区划
金塘镇下辖以下村级行政区划单位：
山潭村、东堠村、西堠村、沥平村、大观村、新丰村、大浦村、河平村、柳行村、仙居村、穆岙村和和建村。

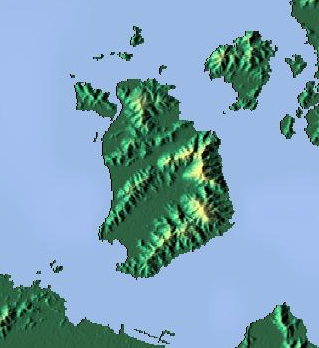
金塘镇地形
金塘镇在舟山市的位置